# Microregione di Piumhi
Piumhi è una microregione del Minas Gerais in Brasile, appartenente alla mesoregione di Oeste de Minas.

## Comuni
È suddivisa in 9 comuni:
- Bambuí
- Córrego Danta
- Doresópolis
- Iguatama
- Medeiros
- Piumhi
- São Roque de Minas
- Tapiraí
- Vargem Bonita